# Quatuor Anton
Le Quatuor Anton est un quatuor à cordes russe fondé en 1986.

## Historique
Le Quatuor Anton est un quatuor à cordes créé en 1986 par des étudiants issus du Conservatoire Tchaïkovski de Moscou et de l'Institut Gnessine. Il étudie avec Valentin Berlinsky, professeur de musique de chambre et membre du Quatuor Borodine.
Le quatuor est lauréat de plusieurs concours internationaux : il remporte en 1988 le 2e prix et le prix spécial du jury au Concours du Printemps de Prague et en 1989 le grand prix du concours d'Évian, le prix du jury de la Presse et le prix de la SACEM.

## Membres
Les membres de l'ensemble sont :
- Anton Matalaev, premier violon, né en 1964 à Moscou, mort en 2002.
- Helena Yakovleva, second violon, née en 1965 à Moscou.
- Dimitri Khlebtsevitch, alto, né en 1963 à Moscou.
- Igor Kiritchenko, violoncelle, né en 1957 à Odessa.

## Créations
Le Quatuor Anton est le créateur du Quatuor no 8 (1991) de Jean Guy Bailly et du Quatuor no 3 (1991) de Renaud Gagneux, notamment.